# 旭町三丁目停留場
旭町三丁目停留場（あさひまちさんちょうめていりゅうじょう）は、高知県高知市旭町三丁目にあるとさでん交通伊野線の路面電車停留場。

## 歴史
当停留場は1906年（明治39年）、伊野線の乗出 - 鏡川橋間の開通に合わせて開業した。開業時の停留場名は下島停留場（しもじまていりゅうじょう）で、旭町三丁目に改称したのは1938年（昭和13年）。1943年（昭和18年）に停留場は一度休止されるが、のちに復活した。

### 年表
- 1906年（明治39年）10月9日：土佐電気鉄道の下島停留場として開業[1]。
- 1938年（昭和13年）2月1日：旭町三丁目停留場に改称する[1]。
- 1943年（昭和18年）1月16日：営業休止[1]。
- 1950年（昭和25年）4月11日：営業再開が認可される[1]。
- 2014年（平成26年）10月1日：土佐電気鉄道が高知県交通・土佐電ドリームサービスと経営統合し、とさでん交通が発足[3]。とさでん交通の停留場となる。

## 停留場構造
旭町三丁目停留場は伊野線の併用軌道区間にあり、道路上にホームが設けられている。ホームは2面あり、東西方向に伸びる2本の線路を挟み込むように配されている。ただし互いのホームは東西方向にずれて位置しており、東に伊野方面行き、西にはりまや橋方面行きのホームがある。

## 停留場周辺
- イオン高知旭町店
- 高知市木村会館
  - 高知市旭コミュニティセンター
  - 高知市立旭文化センター
  - 旭市民図書館
- 国道33号
- 「旭町三丁目」バス停留所

## 隣の停留場
とさでん交通
伊野線
旭駅前通停留場 - 旭町三丁目停留場 - 蛍橋停留場